# Bielorrússia nos Jogos Olímpicos de Verão de 2012
A Bielorrússia competiu nos Jogos Olímpicos de Verão de 2012, que aconteceram na cidade de Londres, no Reino Unido, de 27 de julho até 12 de agosto de 2012.

## Medalhas
| Atleta                 | Esporte        | Evento                          | Medalha |
| ---------------------- | -------------- | ------------------------------- | ------- |
| Sergei Martynov        | Tiro           | Carabina deitado 50 m masculino | Ouro    |
| Aleksandra Gerasimenya | Natação        | 50 m livre feminino             | Prata   |
| Aleksandra Gerasimenya | Natação        | 100 m livre feminino            | Prata   |
| Maryna Shkermankova    | Halterofilismo | Até 69 kg feminino              | Bronze  |
| Iryna Kulesha          | Halterofilismo | Até 75 kg feminino              | Bronze  |

## Desempenho

### Atletismo
Masculino
| Atleta             | Evento               | Preliminar | Preliminar | Quartas-de-final | Quartas-de-final | Semifinal | Semifinal | Final  | Final   |
| Atleta             | Evento               | Marca      | Posição    | Marca            | Posição          | Marca     | Posição   | Marca  | Posição |
| ------------------ | -------------------- | ---------- | ---------- | ---------------- | ---------------- | --------- | --------- | ------ | ------- |
| Dzmitry Platnitski | Salto triplo         | 16,62m q   | 12º        |                  |                  |           |           | 16,19m | 12º     |
| Andrei Churyla     | Salto em altura      | NM         | NM         | Não avançou      | Não avançou      |           |           |        |         |
| Valeriy Sviatokha  | Arremesso de martelo | 74,69m q   | 12º        | 73,13m           | 11º              |           |           |        |         |
| Pavel Kryvitski    | Arremesso de martelo | 71,49m     | 28º        | Não avançou      | Não avançou      |           |           |        |         |

### Futebol
Masculino
| Equipe | Equipe | Fase de grupos                               | Fase de grupos | Quartas                | Semifinal              | Final                  | Pos. |
| Equipe | Equipe | Adversário e resultado                       | Pos.           | Adversário e resultado | Adversário e resultado | Adversário e resultado | Pos. |
| --- | --- | -------------------------------------------- | -------------- | ---------------------- | ---------------------- | ---------------------- | ---- |
| Alyaksandr Hutar Stanislaw Drahun Ihar Kuzmyanok Syarhey Palitsevich Dzmitry Baha Alyaksey Hawrylovich Maksim Vitus Sergei Kornilenko Uladzimir Khvashchynski | Renan Bressan Andrey Varankow Alyaksey Kazlow Illya Aleksiyevich Yahor Zubovich Artsyom Salavey Mikhail Gordeichuk Dzyanis Palyakow Andrey Shcharbakow | NZL Nova Zelândia V 1-0 BRA Brasil EGY Egito |                |                        |                        |                        |      |

### Halterofilismo
Masculino
| Atleta               | Evento | Arranque (kg) | Arremesso (kg) | Total (kg) | Posição |
| -------------------- | ------ | ------------- | -------------- | ---------- | ------- |
| Andrei Rybakou       | -85kg  | DNF           | DNF            | DNF        | DNF     |
| Mikalai Novikau      | -85kg  | 167,0         | 196,0          | 363,0      | 8º      |
| Aliaksandr Makaranka | -94kg  | 175,0         | 209,0          | 380,0      | 10º     |
| Yauheni Zharnasek    | +105kg | 196,0         | 230,0          | 426,0      | 9º      |

Feminino
| Atleta              | Evento | Arranque (kg) | Arremesso (kg) | Total (kg) | Posição           |
| ------------------- | ------ | ------------- | -------------- | ---------- | ----------------- |
| Nastassia Novikava  | -58kg  | 103,0         | 127,0          | 230,0      | 7º                |
| Maryna Shkermankova | -69kg  | 113,0         | 143,0          | 256,0      | Medalha de bronze |
| Dzina Sazanavets    | -69kg  | 115,0         | 141,0          | 256,0      | 4º                |
| Iryna Kulesha       | -75kgv | 121,0         | 148,0          | 269,0      | Medalha de bronze |

### Natação
Masculino
| Atletas            | Evento       | Eliminatórias | Eliminatórias | Semifinal   | Semifinal   | Final       | Final       |
| Atletas            | Evento       | Tempo         | Posição       | Tempo       | Posição     | Tempo       | Posição     |
| ------------------ | ------------ | ------------- | ------------- | ----------- | ----------- | ----------- | ----------- |
| Yauhen Tsurkin     | 100 m livre  | 50s53         | 34º           | Não avançou | Não avançou | Não avançou | Não avançou |
| Uladzimir Zhyharau | 1500 m livre | 15min48s67    | 30º           |             |             | Não avançou | Não avançou |
| Yury Suvorau       | 400 m medley | 4min23s06     | 26º           | Não avançou | Não avançou |             |             |

Feminino
| Atletas                 | Evento          | Eliminatórias | Eliminatórias | Semifinal | Semifinal | Final       | Final            |
| Atletas                 | Evento          | Tempo         | Posição       | Tempo     | Posição   | Tempo       | Posição          |
| ----------------------- | --------------- | ------------- | ------------- | --------- | --------- | ----------- | ---------------- |
| Aleksandra Gerasimenya  | 50 m livre      | 24s76 Q       | 5º            | 24s45 Q   | 2º        | 24s28       | Medalha de prata |
| Aleksandra Gerasimenya  | 100 m livre     | 53s63 Q       | 4º            | 53s78 Q   | 7º        | 53s38       | Medalha de prata |
| Aliaksandra Herasimenia | 100 m borboleta | 58s50 Q       | 13º           | 58s41     | 13º       | Não avançou | Não avançou      |

### Tiro
Masculino
| Atleta               | Evento                | Qualificação | Qualificação | Final       | Final       | Posição         |
| Atleta               | Evento                | Placar       | Posição      | Placar      | Total       | Posição         |
| -------------------- | --------------------- | ------------ | ------------ | ----------- | ----------- | --------------- |
| Andrei Kazak         | Pistola livre 50 m    | 547          | 31º          | Não avançou | Não avançou | 31º             |
| Kanstantsin Lukashyk | Pistola livre 50 m    | 547          | 30º          | Não avançou | Não avançou | 30º             |
| Kanstantsin Lukashyk | Pistola de ar de 10 m | 582          | 11º          | Não avançou | Não avançou | 11º             |
| Yury Dauhapolau      | Pistola de ar de 10 m | 571          | 30º          | Não avançou | Não avançou | 30º             |
| Vitali Bubnovich     | Carabina de ar 10 m   | 595          | 11º          | Não avançou | Não avançou | 11º             |
| Illia Charheika      | Carabina de ar 10 m   | 597          | 5º           | 101.6       | 698.6       | 7º              |
| Sergei Martynov      | Carabina deitado 50 m | 600          | 1º           | 105.5       | 705.5       | Medalha de ouro |
| Yury Shcherbatsevich | Carabina deitado 50 m | 591          | 30º          | Não avançou | Não avançou | 30º             |
| Andrei Kavalenka     | Fossa olímpica        | 101          | 34º          | Não avançou | Não avançou | 34º             |

Feminino
| Atleta          | Evento                | Qualificação | Qualificação | Final  | Final | Posição |
| Atleta          | Evento                | Placar       | Posição      | Placar | Total | Posição |
| --------------- | --------------------- | ------------ | ------------ | ------ | ----- | ------- |
| Viktoria Chaika | Pistola de ar de 10 m | 385          | 6º Q         | 100.2  | 485.2 | 5º      |

### Tiro com arco
| Atleta               | Prova               | Rodada de classificação | Rodada de classificação | Ronda dos 64                                      | Ronda dos 32                       | Ronda dos 16           | Quartos-finais         | Semifinais             | Final                  | Final       |
| Atleta               | Prova               | Placar                  | Pos.                    | Adversário e resultado                            | Adversário e resultado             | Adversário e resultado | Adversário e resultado | Adversário e resultado | Adversário e resultado | Pos.        |
| -------------------- | ------------------- | ----------------------- | ----------------------- | ------------------------------------------------- | ---------------------------------- | ---------------------- | ---------------------- | ---------------------- | ---------------------- | ----------- |
| Ekaterina Timofeyeva | Individual feminino | 644                     | 33º                     | UKR L. Sichenikova V 2-0, 2-0, 1-1, 0-2, 0-2, 1-0 | KOR K. Bo-Bae D 0-2, 2-0, 0-2, 0-2 | Não avançou            | Não avançou            | Não avançou            | Não avançou            | Não avançou |